# Julie Harris
|  | Aquest article tracta sobre l'actriu. Vegeu-ne altres significats a «Julie Harris (sastressa)». |

Julie Harris   (Grosse Pointe, 2 de desembre de 1925 - West Chatham, 24 d'agost de 2013) fou una actriu estatunidenca considerada la reina de Broadway.

## Biografia
Julie Ann Harris va néixer el 2 de desembre de 1925 a Grosse Pointe Park, Michigan. Va estudiar art dramàtic a Yale i, sense haver complert els vint anys, debuta a Broadway amb l'obra It's a gitf. Treballa sense parar en moltes obres abans d'unir-se a l'Actor's Studio, i dues produccions consecutives (The member of the wedding i I am a camera) la consagren, en primer lloc, a dalt dels escenaris, reconduint-la a més cap al cinema: protagonitzarà les versions cinematogràfiques d'ambdues obres, realitzades a Hollywood i Londres per Fred Zinnemann i Henry Cornelius, respectivament. Per la primera és nominada a l'Oscar a la millor actriu el 1952.
En teatre ha protagonitzat incomptables posades en escena a Broadway, Chicago i per tots els Estats Units. Se la recorda pels seus papers a El zoo de vidre, Macbeth, The gin game, Emily Dickinson, La bella d'Amherst, Quaranta quirats, Veus, L'alosa, Edip Rei, Hamlet, Cartes d'amor i El camí de la Meca.
Harris va debutar en el cinema el 1952 a la pel·lícula Testimoni de casament, adaptació de l'obra de teatre homònima escrita per Carson McCullers. Aquest film li va valer una nominació al premi Oscar com a millor actriu. Allà va ser dirigida per Fred Zinnemann i va compartir escena amb Ethel Waters i Brandon De Wilde. Posteriorment va protagonitzar juntament amb James Dean el llargmetratge A l'est de l'edèn, sota la direcció d'Elia Kazan, també amb gran èxit de crítica i taquilla.

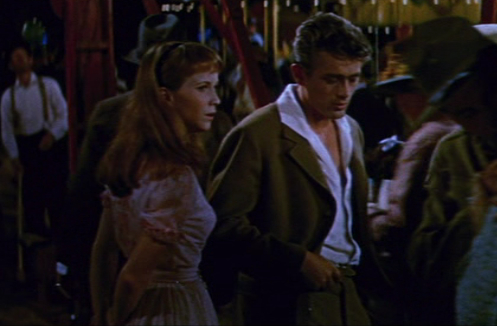
Harris amb James Dean en una escena de la pel·lícula East of Eden.

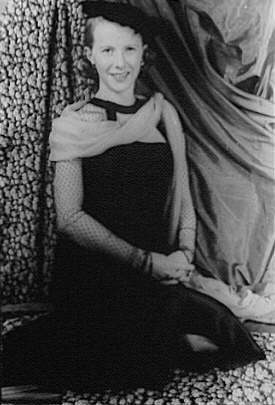
Julie Harris el 1952

Va treballar al costat de Laurence Harvey i Shelley Winters a la pel·lícula I Am a Camera, de 1955, sota la direcció de Henry Cornelius. Es tractava d'una adaptació de la peça teatral homònima que la mateixa Harris havia representat en teatre. La seva interpretació la va fer creditora d'una nominació al premi BAFTA a la millor actriu.
Les seves interpretacions a Requiem for a heavyweight, The Haunting (adaptació fílmica de la novel·la gòtica The Haunting of Hill House, de l'escriptora estatunidenca Shirley Jackson, on fa el paper d'Eleanor Lance, figura central del guió), Harper, You're a Big Boy Now, Reflections in a Golden Eye, El viatge dels maleïts i Goril·les en la boira donaven la mesura d'una carrera tan variada com notable.
La trajectòria televisiva de Harris va ser igualment impressionant, tant en premis –tenia dos Emmy per Little Moon of Alban i Victoria Regina i altres nou nominacions– com en volum i qualitat. Va treballar en moltes adaptacions televisives de clàssics literaris (Casa de nines, L'hereva, El poder i la glòria, Pigmalió…) i en multitud de programes i sèries (Actor's Studio, Goodyear Televisión playhouse, Play of the week, Rawhide, Tarzan', Bonanza, The name of the game o Colombo). Els seus últims treballs van ser The Way Back Home (2006), The Golden Boys (2008) i The Lightkeepers (2009).

## Filmografia

### Al cinema
- 1952: Testimoni de casament (The Member of the Wedding), de Fred Zinnemann: Frankie Addams
- 1955: I am a camera: Sally Bowles
- 1955: A l'est de l'edèn (East of Eden), d'Elia Kazan: Abra
- 1957: The Truth About Women: Helen Cooper
- 1958: Sally's Irish Rogue: Sally Hamil
- 1962: Requiem for a Heavyweight, de Ralph Nelson: Grace Miller
- 1963: The Haunting, de Robert Wise: Eleanor 'Nell' Lance
- 1964: Hamlet, de Bruce Minnix i Joseph Papp: Ophelie
- 1966: Harper, de Jack Smight: Betty Fraley
- 1966: Ara ja ets tot un home (You're a Big Boy Now), de Francis Ford Coppola: Miss Nora Thing
- 1967: Reflexos en un ull daurat (Reflections in a Golden Eye), de John Huston: Alison Langdon
- 1968: The Split, de Gordon Flemyng: Gladys
- 1970: The People Next Door: Gerrie Mason
- 1975: The Hiding Place: Betsie ten Boom
- 1976: El viatge dels maleïts (Voyage of the Damned), de Stuart Rosenberg: Alice Fienchild
- 1979: The Bell Jar: Sra. Greenwood
- 1983: Brontë: Charlotte Brontë
- 1985: Crimewave, de Sam Raimi
- 1986: Nutcracker: The Motion Picture: Veu de Clara, la narratrice
- 1988: Goril·les en la boira (Gorillas in the Mist: The Story of Dian Fossey), de Michael Apted: Roz Carr
- 1992: House Sitter, de Frank Oz: Edna Davis
- 1993: La meitat fosca (The Dark Half), de George A. Romero: Reggie Delesseps
- 1996: Carried Away: mare de Joseph
- 1997: Ruth Orkin: Frames of Life: narradora
- 1997: Bad Manners: Professor Harper
- 1998: Passaggio per il paradiso: Martha McGraw
- 1999: The First of May: Carlotta
- 2006: The Way Back Home: Jo McMillen

### A la televisió
- 2005: Knots Landing Reunion: Together Again (Emissió "reunió") consagrada a la sèrie Knots Landing

#### Sèries de televisió
- 1948-1949: Actor's Studio
- 1951: Starlight Theatre (Temporada 2, episodi 14)
- 1951: Goodyear Television Playhouse (Temporada 1, episodi 1)
- 1953: Goodyear Television Playhouse (Temporada 3, episodi 1)
- 1955: The United States Steel Hour: Shevawn (Temporada 3, episodi 6)
- 1957-1967: Hallmark Hall of Fame
- 1960: Sunday Showcase: Francesca (Temporada 1, episodi 25)
- 1960: The DuPont Show of the Month: Mattie Silver (Temporada 3, episodi 6)
- 1961: Play of the Week (Temporada 2, episodi 19)
- 1961: The DuPont Show of the Month: Julia (Temporada 4, episodi 7)
- 1964: Kraft Suspense Theatre: Lucy Bram (Temporada 1, episodi 27)
- 1965: Rawhide: Emma Teall (Temporada 7, episodi 27)
- 1965: Laredo: Annamay (Temporada 1, episodi 4)
- 1966: The Bell Telephone Hour: hostessa
- 1966: Bob Hope Presents the Chrysler Theatre: Isobel Cain / Vicky Cain (Temporada 4, episodi 1)
- 1967-1968: Tarzan: Charity Jones
- 1968: Journey to the Unknown: Leona Gillings (episodi The Indian Spirit Guide)
- 1968: Garrison's Gorillas: Terese (Temporada 1, episodi 18)
- 1968: Run for Your Life: Lucrece Lawrence (Temporada 3, episodi 18)
- 1968: Daniel Boone: Faith (Temporada 4, episodi 26)
- 1968: Bonanza: Sarah Carter (Temporada 9, episodi 26)
- 1968: The Big Valley: Jennie Hall (Temporada 4, episodi 10)
- 1969: Journey to the Unknown: Leona Gillings (Temporada 1, episodi 11)
- 1969: The Name of the Game: Verna Ward (Temporada 1, episodi 22)
- 1970: The Name of the Game: Ruth « Doc » Harmon (Temporada 3, episodi 1)
- 1971: The Virginian: Jenny (Temporada 9, episodi 23)
- 1973: Thicker Than Water: Nellie Paine
- 1973: The Evil Touch: Jenny (Temporada 1, episodi 8)
- 1973: Hawkins: Janet Hubbard (Temporada 1, episodi 3)
- 1973: Medical Center: Helen (Temporada 5, episodi 1)
- 1973: Colombo: Temporada 3 de Columbo, Episodi 2: Any Old Port in a Storm (sèrie TV): Karen Fielding
- 1975: The Family Holvak: Elizabeth Holvak
- 1979: Vegas: Julie (Temporada 1, episodi 14)
- 1979: Backstairs at the White House: Helen 'Nellie' Taft
- 1979: Tales of the Unaxpected: Mrs. Bixby (Temporada 1, episodi 2)
- 1979: Tales of the Unaxpected: Mrs. Foster (Temporada 1, episodi 9)
- 1986: Family Ties: Margaret Hollings (Temporada 5, episodi 3)
- 1994: Scarlett: Eleanor Butler
- 1998: The Outer Limits: Hera (Temporada 4, episodi 17)

#### Telefilms
- 1955: A Wind from the South
- 1959: Casa de nines (A Doll's House) (adaptació de l'obra Casa de nines)
- 1961: The Heiress: Catherine Sloper
- 1961: The Power and the Glory: Maria
- 1970: House on Greenapple Road: Leona Miller
- 1970: How Awful About Allan: Katherine
- 1972: Home for the Holidays: Elizabeth Hall Morgan
- 1974: The Greatest Gift: Elizabeth Holvak
- 1976: The Belle of Amherst: Emily Dickinson
- 1976: The Last of Mrs. Lincoln: Mary Todd Lincoln
- 1978: Stubby Pringle's Christmas: Georgia Henderson
- 1979: The Gift: Anne Devlin
- 1986: Annihilator: Una noia
- 1988: The Woman He Loved: Alice
- 1988: Too Good to Be True: Margaret Berent
- 1988: The Christmas Wife: Iris
- 1989: Single Women Married Men: Lucille Frankyl
- 1993: They've Taken Our Children: The Chowchilla Kidnapping: Odessa Ray
- 1993: When Love Kills: The Seduction of John Hearn: Alice Hearn
- 1994: Truman Capote's One Christmas: Sook
- 1995: Little Surprises: Ethel
- 1995: Lucifer's Child: Isak Dinesen
- 1995: Secrets: Caroline Phelan
- 1996: The Christmas Tree: Sor Anthony
- 1997: Ellen Foster: Leonora Nelson
- 1999: Love Is Strange: Sylvia McClain

## Premis i nominacions

### Premis
- 1952: Premi Tony a la millor actriu protagonista en una obra per I Am a Camera
- 1956: Premi Tony a la millor actriu protagonista en una obra per The Lark
- 1959: Primetime Emmy per la millor actriu amb Bridgid Mary a Little Moon of Alban
- 1962: Primetime Emmy per la millor actriu a Hallmark Hall of Fame
- 1969: Premi Tony a la millor actriu protagonista en una obra per Forty Carats
- 1973: Premi Tony a la millor actriu protagonista en una obra per The Last of Mrs. Lincoln
- 1977: Premi Tony a la millor actriu protagonista en una obra per The Belle of Amherst
- 2000: Primetime Emmy per la millor veu en off a Not for Ourselves Alone: The Story of Elizabeth Cady Stanton & Susan B. Anthony per la veu de Susan B. Anthony
- 2002: Premi Tony Especial

### Nominacions
- 1953: Oscar a la millor actriu a The Member of the Wedding
- 1956: BAFTA a la millor actriu a I Am a Camera
- 1956: Primetime Emmy per la millor actriu amb The United States Steel Hour
- 1960: Primetime Emmy per la millor actriu amb The DuPont Show of the Month
- 1965: Primetime Emmy per la millor actriu amb The Holy Terror
- 1966: Premi Tony a la millor actriu protagonista de musical amb Skyscraper
- 1967: Primetime Emmy per la millor actriu dramàtica amb Anastasia
- 1977: Primetime Emmy per la millor actriu dramàtica o especial amb The Last of Mrs. Lincoln
- 1982: Primetime Emmy per la millor actriu en sèrie dramàtica amb California
- 1988: Primetime Emmy per la millor actriu secundària en minisèrie o especial amb The Woman He Loved
- 1998: Primetime Emmy per la millor actriu secundària en minisèrie o especial amb Ellen Foster